# 2022년 카라칼파크스탄 시위
2022년 7월 1일, 우즈베키스탄의 자치 지역인 카라칼파크스탄 공화국에서, 우즈베키스탄 대통령 샤브카트 미르지요예프가 추진한 우즈베키스탄 헌법 개정안 발표 직후 대규모 시위가 발생하였다. 헌법 개정안에는 카라칼파크스탄의 자치권 박탈과, 우즈베키스탄으로부터 독립할 권리가 사라져 있었다. 카라칼파크스탄의 수도 누쿠스에서 시위가 열린 다음 날, 미르지요예프 대통령은 헌법 개정안을 철회하였다. 카라칼파크스탄 정부는 시위대가 정부 건물에 무단으로 침입하려 시도했다고 밝혔다.
우즈베키스탄의 양보에도 불구하고, 시위의 규모는 점차 늘어났으며, 7월 2일에는 카라칼파크스탄에서 인터넷이 차단되기에 이르렀고, 미르지요예프 대통령은 카라칼파크스탄에 비상사태를 선언했다. 시위는 7월 3일 아침 잦아들었으며, 비상사태는 7월 21일 해제되었다.

## 배경
카라칼파크스탄은 우즈베키스탄 서부에 위치한 자치공화국으로, 카라칼파크인이 주로 거주한다. 언어는 우즈베크어보다 카자흐어에 더 가깝지만, 장시간 조화를 이루며 살아왔기 때문에 문화는 우즈베크인과 더 비슷하다. 지리적 크기에 비해, 카라칼파크인은 우즈베키스탄 인구의 2.2%, 75만 2천 명밖에 되지 않는다. 역사적으로 카라칼파크스탄의 영토는 여러 제국에 소속됨을 반복하다가, 17세기 히바 칸국에 소속된 유목 민족의 연합으로서 현재와 비슷한 정체성을 형성하기 시작했다. 이 시기에 카라칼파크인은 카자흐인과 문화적인 교류를 이루며, 우즈베크인과 다른 언어를 형성하였다.
소련의 수립을 거치며, 이오시프 스탈린 집권기 중앙아시아에서는, 제정 러시아와 소련 초기 인구조사 결과를 바탕으로 하여, 국가주의 지도층이 참여한 지역 공산주의 기구의 주도로 공화국 간 경계를 정하는 작업을 진행했다. 여러 지역에서 다중언어 사용 가능 인구가 많고 스스로를 여러 국가의 소속으로 보는 사람이 많았던 환경에서 새 경계가 그려지자, 언어와 인종으로 나눈 경계는 도시와 농촌을 정치적으로 구분하는 것으로 받아들여졌다. 1925년 카라칼파크 자치주가 카자흐 소비에트 사회주의 자치공화국 소속으로 설립되었고, 이후 러시아 소비에트 연방 사회주의 공화국 소속으로 옮겨졌다. 1932년에는 카라칼파크 자치 소비에트 사회주의 공화국이 설립되며, 우즈베크 소비에트 사회주의 공화국으로 완전히 병합되었으나 자치권은 그대로 보장되었다.
1990년 12월 페레스트로이카 도중 카라칼파크 최고평의회는 소련으로부터 한 '국가 자주 선언'을 통해, 주민투표를 거쳐 독립할 수 있음을 선언하였다. 실패한 8월 쿠데타 직후 우즈베키스탄 공화국도 독립을 선포하였으며, 이 당시 카라칼파크스탄은 소련 중앙정부에서 '국가'로 인식하고 있었다. 1991년 11월 최고평의회의 결정에 따라 다울레트바이 샴셰토우가 카라칼파크스탄의 대통령으로 선출되었으며, 1992년 6월 사퇴할 때까지 근무하였다. 소련의 붕괴 이후인 1992년 1월 카라칼파크스탄 공화국이 수립되었으며, 1992년 우즈베키스탄 헌법 도입과 함께 우즈베키스탄 공화국의 자치공화국이 되었다. 1993년에는 20년 간 지속되는 카라칼파크스탄의 우즈베키스탄 합병 조약을 논의하며, 주민투표를 통해 우즈베키스탄에서 독립할 수 있는 권리를 부여하였다. 2013년 이 조약이 만료되었을 때는 이미 많은 사람이 관심을 가지지 않고 있었다.

### 아랄해의 수위 감소
아랄해는 원래 카라칼파크인 문화의 엘부를 차지했으며, 아랄해의 건조 현상은 카라칼파크스탄과 밀접한 관련이 있다. 아랄해의 수위 감소로 인해 카라칼파크스탄은 우즈베키스탄 내에서도 빈곤한 지역으로 변하였으며, 식수 감소와 전염병 유행으로 인해 삶의 질도 악화하였다. 아랄해가 사라지며 경제적 투자 기회 자체도 줄어들고 있으며, 일부는 카라칼파크스탄 경제 악화의 원인을 아랄해에서 찾기도 한다.

### 헌법 개정안
2022년 6월 말, 우즈베키스탄의 대통령 샤브카트 미르지요예프는 우즈베키스탄 헌법에 170가지 수정안을 제시해 국민투표에 부치기로 하였다. 수정안 중 대표적인 논란 사항은 대통령의 임기를 5년에서 7년으로 연장하고, 임기 횟수 제한을 없애며, 카라칼파크스탄의 자치권을 상당수 소멸시키고 주민투표를 통해 우즈베키스탄에서 독립할 권리를 없앤 것이었다.

## 시위

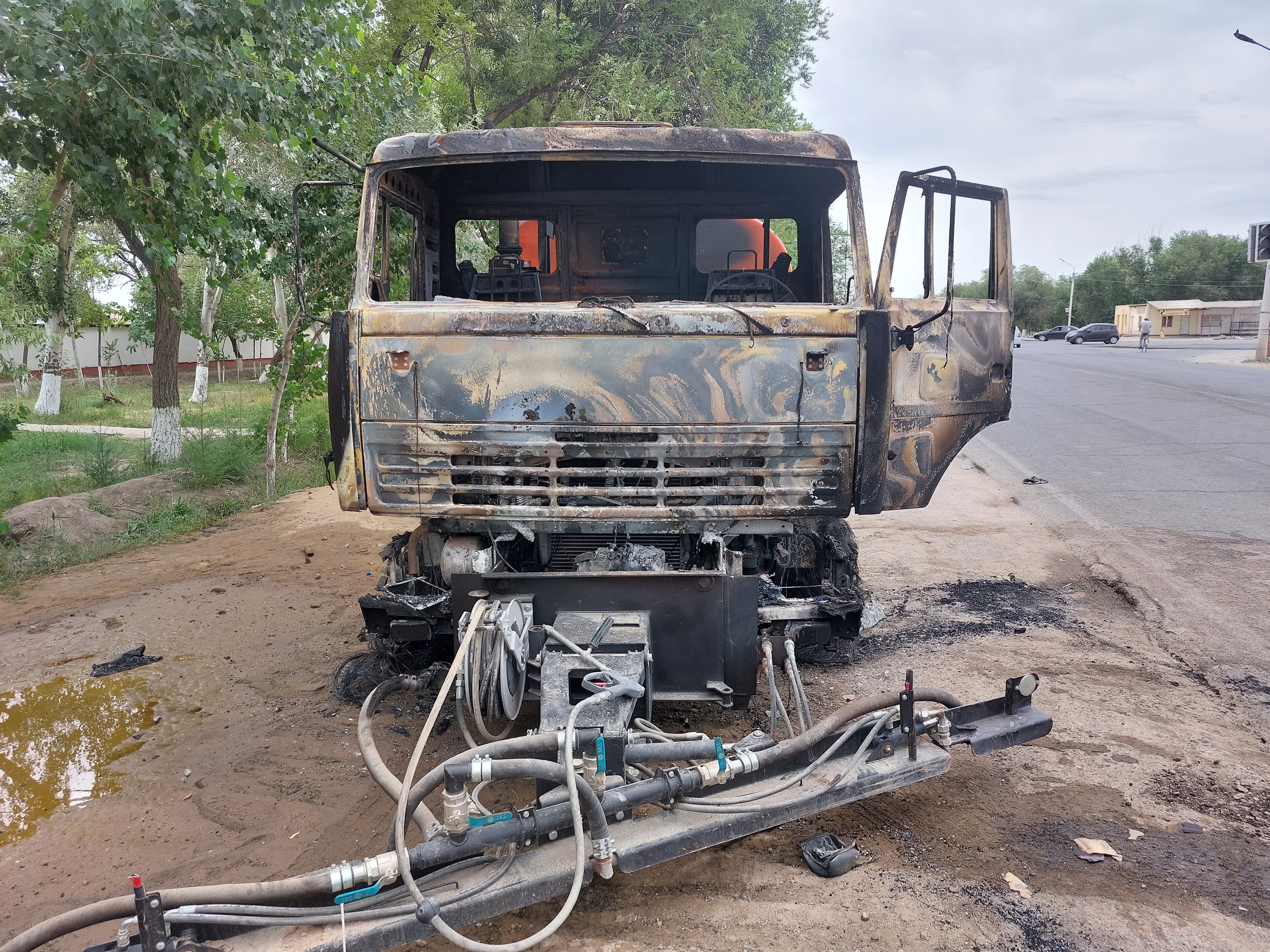
2022년 7월 3일, 누쿠스 거리에 불타있는 청소차.

2022년 7월 1일, 카라칼파크스탄 수도 누쿠스에서 헌법 개정안에 반대하는 시위가 일어났다. 유라시아넷은 카라칼파크스탄의 변호사이자 기자인 다울렛무라트 타지무라토프가 누쿠스에서 사람들을 만나기 전 체포된 것이 시위의 원인이라고 보았다.
시위 다음 날 미르지요예프 대통령은 카라칼파크스탄의 자치권과 관련된 헌법 개정안을 취하하는 것에 동의하였다. 카라칼파크스탄 정부는 시위대가 정부 건물에 무단으로 진입하려 시도했다고 주장하였다. 카라칼파크스탄의 인터넷 접속이 차단되었으며, 우즈베키스탄 정부에 의해 비상사태가 선포되었다.
7월 4일, 반대파 정치인 풀랏 아후노프는 우즈베키스탄 정부의 비상사태 선언과 통금령 개시를 통해 상황이 안정된 것으로 보인다고 밝혔으나, 이 시위가 우즈베크인과 카라칼파크인 간의 분쟁으로 격화할 수도 있다는 걱정을 내비치며, "전체적으로 상황이 안정되어 가는 것 같지만, 다른 위험이 있다. 카라칼파크인과 우즈베크인 사이 충돌이 있었다. [...] 카라칼파크스탄의 분쟁이 아니라, 카르칼파크인과 우즈베크인 간의 분쟁이 될 것이다"라고 말하였다.
7월 2일이 낀 주의 주말에 미르지요예프는 카라칼파크스탄을 두 번 방문하여 카라칼파크스탄의 친정부파 인물들에게 헌법 개정안에 대한 대중의 반대를 미리 전하지 않은 것을 책망하였다. 7월 4일 열린 카라칼파크스탄 대리인과의 회담 이후, 미르지요예프는 시위대 지도층이 무기를 확보하기 위해 지방 정부 건물을 탈취하려고 시도했다면서, "사람 수가 많은 것을 이점으로 삼아, 사법부 소속 인물들을 공격해 심한 폭행으로 상해를 입었다"고 말했다. 미르지요예프에 따르면, 유럽 연합 정상회의 대표 샤를 미셸과 시위에 대한 독립적인 조사를 위한 회담을 열었으며, 여기서도 폭력 사태의 책임을 '범죄 조직'에게 돌렸다.

### 사상자
시위 과정에서 많은 사상자가 발생했을 것이라는 우려가 폭 넓게 발생하였다. 미르지요예프 대통령은 민간인과 경찰 모두에게서 사상자가 나온 점을 인정하였으며, '폭동가들이 파괴적인 행동을 자행하고 있다'고 주장하였다. 풀랏 아후노프는 로이터에 최소 다섯 명이 사망했다고 밝혔다.
카라칼파크스탄 보건부 장관 술탄벡 지야예프는 누쿠스의 병원이 경찰과의 충돌로 부상을 입은 시위대로 붐볐으며, '수천 명'이 병원에 실려갔다고 밝혔다.
7월 4일, 우즈베키스탄 대검찰청은 누쿠스에서 18명이 쥭고 243명이 부상을 입었다소 발표하였으나, 반대 측은 이 수치가 실제로는 더 높다고 밝혔다. 7월 18일 검찰청은 병원에서 3명이 더 사망하였다고 발표하였다. 우즈베키스탄 방위군 대변인 다브론 주마나자로프는 7월 1일부터 2일까지 516명이 구금되었다고 발표하였다.
국제엠네스티는 경찰이 시위대를 향해 고무탄을 발포하였으며, 드론을 사용해 연막탄과 최루탄을 투하하였다는 검증하지 못한 보고가 있었다고 주장하였다. 국제엠네스티는 정부가 연막탄과 최루탄을 사용한 것을 인정했다고 발언하였다.
소셜 미디어에는 누쿠스 거리에 많은 피가 흘려진 것을 보여주는 영상이 전파되었으며, 이에 대해 이후 지역 매체에서 경찰이 물에 빨간색 염료를 섞어 살포한 것이라는 주장을 내놓기도 하였다. 하지만 국제엠네스티는 인터넷 차단 사태로 인해 동영상 자체가 실제 촬영된 것인지, 동영상 속 액체가 피가 맞는지는 확인할 수 없다고 밝혔다. 폴란드 기자 아그니에슈카 피쿨리츠카는 당초 이 영상을 공유하였으나, 이후 가짜 뉴스를 퍼트렸다고 사과하였다. 로이터에 따르면 이 시위는 173명이 죽었던 2005년 안디잔 학살 이래 가장 사망자가 많았던 시위였다.

## 국제적 반응
- 벨라루스 – 벨라루스의 독립기념일에 개최된 회담에서, 벨라루스의 대통령 알렉산드르 루카셴코는 외부인, 특히 서방 세력에서의 관여가 있었으며, 2022년 카자흐스탄 시위와 비슷한 점이 있다고 밝혔다. 중국의 중앙아시아 영향력 행사에 대해서는 "중앙아시아는 우리처럼 중국이라는 한 불과, 미국과 유럽이라는 또 하나의 불에 둘러싸여 있다. 중국은 중앙아시아가 살아남도록 도와주고 있다. 이 싸움은 곧 중앙아시아에서 일어날 것이며, 이미 증상은 나타나고 있다"고 말하였다.[38]
- 중국 – 중화인민공화국 외교부 대변인 자오리젠은 기자 회담에서 중국은 우즈베키스탄 정부의 국가 안정 유지를 지지하며, 우즈베키스탄은 미르지요예프 대통령 하에 평화롭게 유지될 것이라고 밝혔다.[39]
- 유럽 연합 – 유럽 연합은 카라칼파크스탄에서 벌어진 일에 우려를 표했으며, 양 측에 자제를 요구했고, "우즈베키스탄의 국제적 기여와 발맞춰, 정부에 근본적인 표현의 자유와 집회 결사의 자유를 포함한 인권을 보장하라"고 촉구하였다.[40]
- 인도 – 인도 외교부 대변인 아린담 바그치는 법과 질서를 복원하고, 사태의 확대를 저지하려는 우즈베키스탄 정부의 노력을 지지한다는 성명을 발표하였으며, 시위 과정 중 사상을 입은 사람들을 애도하였다.[41]
- 카자흐스탄 – 카자흐스탄 외교부는 우즈베키스탄 정부를 지지하는 성명을 발표하며, "카라칼파크스탄 사태를 진정시키려는 우즈베키스탄 지도부의 결정을 환영하고 지지한다. 헌법의 개정에 대한 국민투표라는 이 중요한 정치적 사건의 말에는 우즈베키스탄에 평화와 고요함이 찾아올 것이라고 확신한다"고 밝혔다.[42]
- 키르기스스탄 – 키르기스스탄의 대통령 사디르 자파로프는 미르지요예프 대통령과의 전화에서, 카라칼파크스탄의 상황을 진정시키려는 우즈베키스탄 정부의 노력을 완전히 지지한다고 밝혔다.[43]
- 러시아 – 러시아 외무부는 이 사건은 우즈베키스탄 국내의 문제라고 생각한다고 밝혔지만, 관련 세력이 폭동보다 '합법적인 방법'을 통해 문제를 해결하기를 원하며, 우즈베키스탄 정부를 지지하였다.[2]
- 튀르키예 – 튀르키예 외교부는 우즈베키스탄 정부와 국민이 이 문제를 '상식과, 평화와 고요함의 분위기'에서 해결할 것이라고 자신한다고 밝혔으며, 우즈베키스탄의 안정과 번영을 중요하게 생각한다고 말하였다.[44]
- 투르크메니스탄 – 투르크메니스탄 외교부는 "헌법적 질서, 법의 지배, 주민의 안전과 평화를 보호하기 위한 우즈베키스탄 지도부의 빠르고 결정적인 행동"을 지지한다는 성명을 내놓았다.[45]
- 미국 – 미국 국무부 대변인 네드 프리스는 우즈베키스탄 정부에 "평화적인 집회와 표현을 보호"할 것을 촉구하였으며, 폭력 사태에 대한 조사를 진행할 것을 주장하였다.[46]

## 같이 보기
- 2010년 남키르기스스탄 민족분쟁